# Machwitz Kaffee

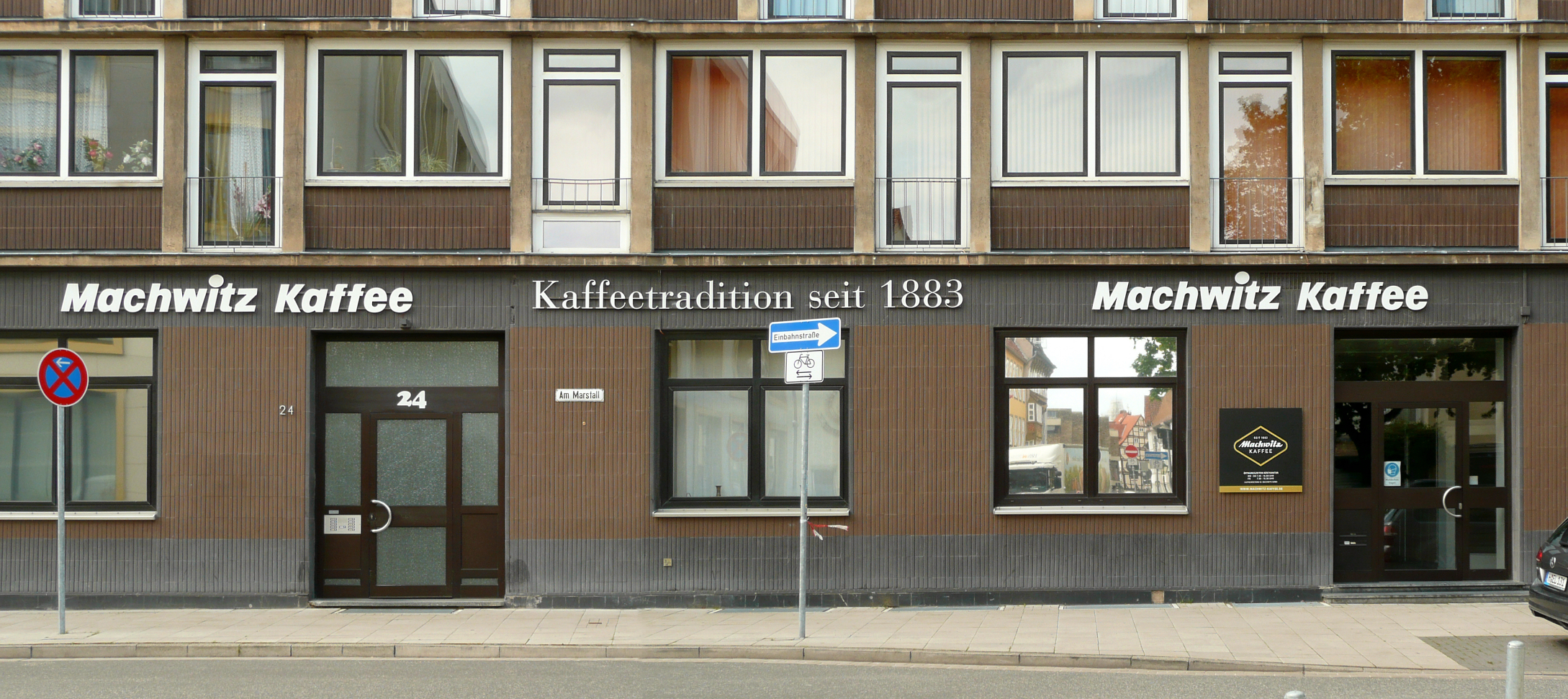
Firmensitz in Hannover, 2021

Machwitz Kaffee ist eine Kaffeemarke und traditionsreiche Kaffeerösterei in Hannover. Sie wurde 1883 in Danzig als Konsumgeschäft gegründet und siedelte sich 1919 als Kaffee-Spezialgeschäft in Hannover an.

## Gründung und Entwicklung
Wilhelm Machwitz gründete 1883 das Unternehmen als erstes Konsumgeschäft in Danzig, das auch gerösteten Kaffee vertrieb. Nach dem Ersten Weltkrieg expandierte das Unternehmen nach Hannover, wo es 1919 ein Kaffee-Spezialgeschäft als Niederlassung an der Georgstraße nahe dem Kröpcke eröffnete. Markenzeichen des Geschäfts waren drei Mohren. Das Geschäft erwarb sich bald einen guten Ruf. Bei den Luftangriffen auf Hannover während des Zweiten Weltkriegs wurde das Ladengeschäft 1943 zerstört.
In der Nachkriegszeit übernahm 1948 der Kaufmann Walter Koch (1911–1998) den Laden und das Markenzeichen. Er eröffnete damit in der heutigen Straße Am Marstall zunächst eine Kolonialwarenhandlung. Als nach der Währungsreform 1948 Rohkaffee frei importiert werden konnte, erhielt Walter Koch die Erlaubnis zum Kauf von Rohkaffee. Daraufhin richtete er 1950 die Rösterei wieder ein. 1951 erwarb das Unternehmen Machwitz Kaffee die traditionsreiche Teehandlung F. J. Seeger in Hannover, 1968 die Großrösterei Eichhorn Kaffee aus Hannover und 1971 die hannoversche Rösterei Ernst Grote Kaffee. Machwitz Kaffee gehörte bis in die 1970er Jahre zu den berühmtesten Kaffeesorten Deutschlands.
Walter Koch war von 1952 bis 1956 Abgeordneter der Deutschen Partei im Rat der Stadt Hannover und langjähriger Honorarkonsul Mexikos für Niedersachsen. 1958 kaufte und restaurierte er das Wasserschloss Hehlen, das im 16. Jahrhundert im Stile der Weserrenaissance erbaut wurde.

## Heute

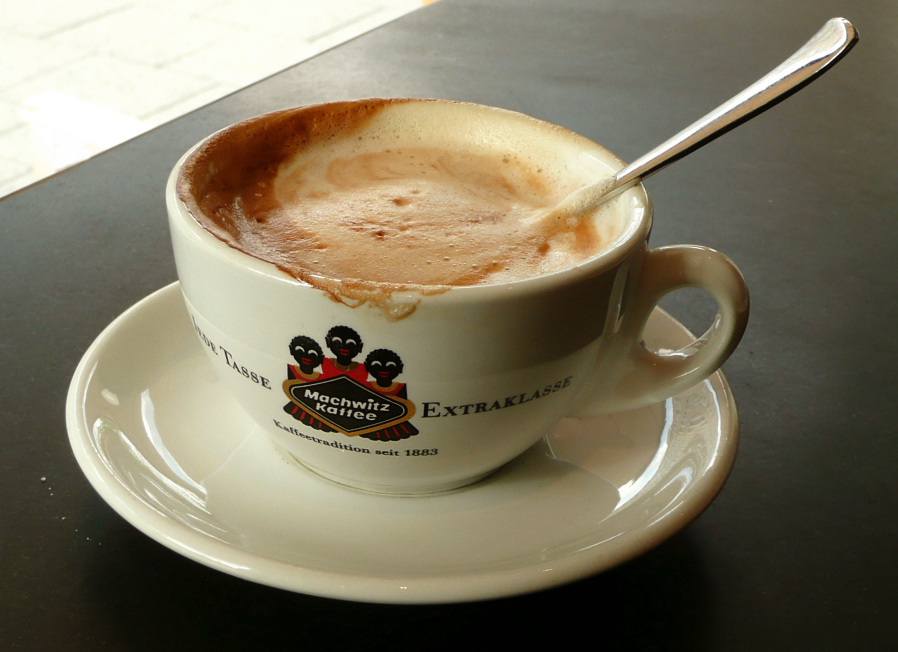
Tasse von Machwitz, 2011

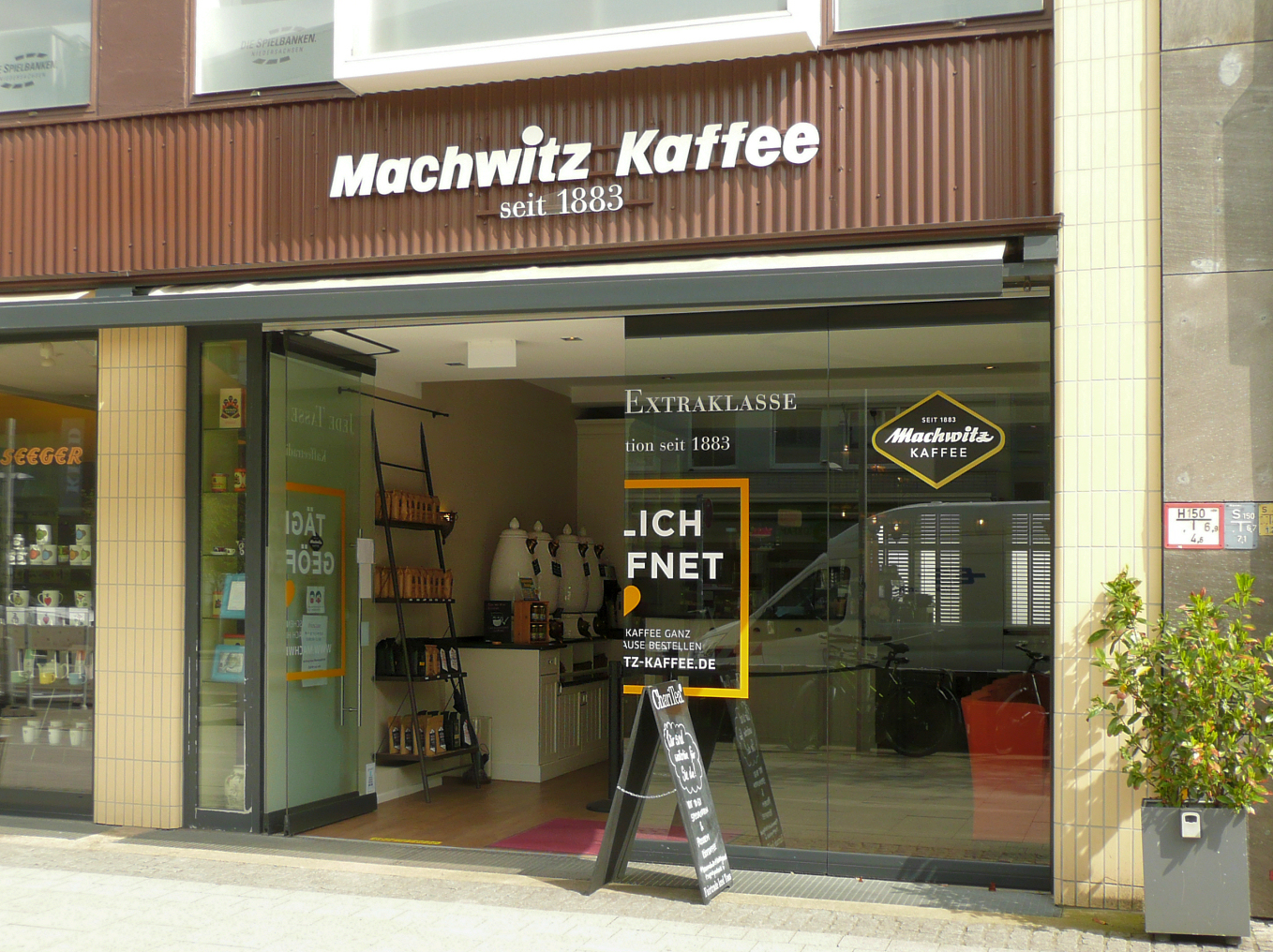
Machwitz-Café in Hannover, 2021

Die in den 1960er Jahren einsetzende Konzentration auf wenige marktbeherrschende Großröstereien mit Vertriebswegen über Supermärkte und Filialketten machte Kaffee zur Massenware. Diesem Konkurrenzdruck mussten viele Röstereien weichen. In der Folge gab Machwitz Kaffee in den 1970er Jahren sein gut ausgebautes Vertriebsnetz über den Handel auf  und ging zum Direktvertrieb an Cafés, Büros, Kantinen und ähnlichen Einrichtungen über. Im Produktangebot sind neben sechs Kaffeesorten auch Tee, Schokolade, Gebäck und sonstiges Zubehör. Geschäftsführer ist seit 1998 Jörg Walter Koch, ab 2010 gemeinsam mit seinem Sohn Maximilian Koch. Seit 1999 ist Machwitz Kaffee an der Kaffeehauskette World Coffee beziehungsweise dem Nachfolgeunternehmen Balzac Coffee Company als Hausrösterei beteiligt. Machwitz Kaffee betreibt seit 2010 ein eigenes Café in der Innenstadt von Hannover.

## Debatte um Logo

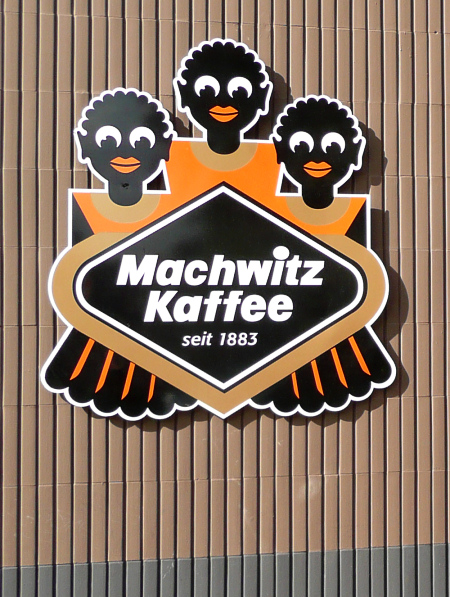
Logo am Firmensitz, 2011

2017 berichteten Medien über eine öffentliche Diskussion, ob die „Machwitz-Mohren“ auf dem Firmenlogo eine rassistische Konnotation aufwiesen, nachdem der „Afrikanische Dachverband Norddeutschland e. V.“ die drei schwarzen Figuren im Logo als „entwürdigend“ bezeichnet hatte. Laut Machwitz Kaffee habe die Firma das Logo seit ihrer Gründung 1883 aus Tradition beibehalten. Es stelle ein Relikt aus der Deutschen Kolonialzeit dar, als Kaffee noch exotisch war. Örtliche Politiker reagierten unterschiedlich auf die Diskussion. Die Initiative  „Decolonize Hannover“ initiierte 2018 eine Online-Petition mit dem Titel „Rassistisches Logo: Offener Brief an die Kaffeerösterei Machwitz“, die über 1600 Unterschriften erhielt. Das Unternehmen äußerte sich nicht zur Petition. Seit etwa 2020 wird an den Firmensitzen ein neues Logo ohne „Machwitz-Mohren“ gezeigt. Im Online-Shop werden jedoch weiterhin Produkte mit dem alten Logo verkauft.